# Madison (Indiana)
Pour les articles homonymes, voir Madison.
La ville de Madison est le siège du comté de Jefferson, situé dans l'Indiana, aux États-Unis.

## Démographie
| Groupe                           | Madison | Indiana | États-Unis |
| -------------------------------- | ------- | ------- | ---------- |
| Blancs                           | 93,5    | 84,3    | 72,4       |
| Afro-Américains                  | 2,8     | 9,1     | 12,6       |
| Métis                            | 1,6     | 2,0     | 2,9        |
| Asiatiques                       | 1,2     | 1,6     | 4,8        |
| Autres                           | 0,7     | 2,7     | 6,4        |
| Amérindiens                      | 0,2     | 0,3     | 0,9        |
| Total                            | 100     | 100     | 100        |
|                                  |         |         |            |
| Hispaniques et Latino-Américains | 1,7     | 6,0     | 16,7       |

Selon l'American Community Survey, pour la période 2011-2015, 96,54 % de la population âgée de plus de 5 ans déclare parler anglais à la maison, alors que 1,53 % déclare parler l'espagnol et 0,52 % une autre langue.

## Source
- (en) Cet article est partiellement ou en totalité issu de l’article de Wikipédia en anglais intitulé « Madison, Indiana » (voir la liste des auteurs).